# Jean-Michel Lucenay
Jean-Michel Lucenay (Fort-de-France, 25 aprile 1978) è uno schermidore francese, medaglia d'oro nella spada a squadre alle Olimpiadi di Rio de Janeiro 2016.

## Palmarès
- Giochi olimpici

Rio de Janeiro 2016: oro nella spada a squadre.
- Mondiali di scherma

Lisbona 2002: oro nella spada a squadre.
Antalya 2009: oro nella spada a squadre.
Parigi 2010: oro nella spada a squadre e bronzo individuale.
Catania 2011: oro nella spada a squadre.
Kiev 2012: argento nella spada a squadre.
Kazan' 2014: oro nella spada a squadre.
Lipsia 2017: oro nella spada a squadre.
- Europei di scherma

Bourges 2003: oro nella spada a squadre.
Kiev 2008: oro nella spada a squadre e bronzo individuale.
Lipsia 2010: oro nella spada individuale.
Sheffield 2011: oro nella spada a squadre.
Strasburgo 2014: bronzo nella spada individuale.
Toruń 2016: oro nella spada a squadre e bronzo individuale.
- Giochi del Mediterraneo

Almería 2005: argento nella spada individuale.
Mersin 2013: oro nella spada individuale.